# Морі Наоко
Наоко Морі (яп. 森 尚子, Морі Наоко) (нар. 19 листопада 1971) — японська акторка та співачка, найбільше відома ролями Міє Нішікава в серіалі Нещасний випадок та Тошіко Сато у серіалах Доктор Хто та Торчвуд.

## Біографія
Наоко Морі народилася у місті Наґоя, Японія. У 12 років із сім'єю переїхала до Англії. Коли їй було 15 років, батько мусив повернутися назад до Японії, але вона обрала залишитися в Англії, щоб завершити навчання у школі. Здобулп освіту у Королівській школі Рассела. Перш ніж стати акторкою, хотіла зробити кар'єру співачки.

## Кар'єра
У 1993—1994 роках Морі виконувала роль працівниці приймального відділення Міє Нішікава у медичному серіалі Нещасний випадок. Після цього вона знялася у фільмах Світ Спайс (1997) та Гармидер (1999), а також виконала головну роль у фільмі Час минає (2000). Також Наоко Морі взяла участь у серіалах Thief Takers (1997), Суддя Джон Дід (2001), Примари (2002), Стюардеси (2003) та Паверс (2004). У 1995 році вона виконала роль японської хакерки у фільмі Хакери. 2005 року Морі отримала головну роль у документальній драмі каналу BBC Хіросіма, присвяченій бомбардуванню Хіросіми і Наґасакі. Також вона озвучила злодійку Мей Хем у грі Perfect Dark Zero.
У 2005 році Морі отримала незначну роль доктора Сато у серіалі Доктор Хто (епізод «Прибульці в Лондоні». Продюсер Рассел Девіс звернув увагу на неї та вирішив повернути її персонажку на постійній основі у спіноф Доктора Хто — серіал Торчвуд. Персонажка Тошіко Сато була членкинею команди Торчвуду протягом двох сезонів.
Наоко Морі зіграла Йоко Оно у фільмі виробництва BBC Four Леннон як він є, який вийгрв 23 червня 2010. У фільмі її партнером по знімальному майданчику знову був Крістофер Екклстон (зіграв Джона Леннона), із яким вона вперше зіграла разом у серіалі Доктор Хто. Також вона грала разом із Джоном Барроуменом у виставі Місс Сайґон, перш ніж вони зіграли у Торчвуді.

## Фільмографія
| Рік       | Фільм                  | Роль                         | Зауваження                  |
| --------- | ---------------------- | ---------------------------- | --------------------------- |
| 1992      | Дезмонд                | Керолайн                     | 1 епізод                    |
| 1992-2011 | Ще по одній            | Сара                         | 12 епізодів                 |
| 1993-1994 | Нещасний випадок       | Міє Нішікава                 | 7 епізодів                  |
| 1995      | Хакери                 | Хакер із Токіо               |                             |
| 1997      | Світ Спайс             | Нікола                       |                             |
| 1997      | Thief Takers           | Мінако Такахаші              | 1 епізод                    |
| 1998      | Багз: електронні жучки | Мелісса                      | 1 епізод                    |
| 1999      | Психи                  | Маріко Гарріс                |                             |
| 1999      | Гармидер               | Місс «Шістьпенсів Будьласка» |                             |
| 2000      | Час спливає            | Мішель                       |                             |
| 2001      | Суддя Джон Дід         | Мутсумі Єсаяху               | 1 епізод                    |
| 2002      | Задум убивства         | Наомі                        | 1 епізод                    |
| 2002      | Примари                | Аннетт                       | 1 епізод                    |
| 2002      | Лікарі                 | Моллі Флетчер                | 1 епізод                    |
| 2003      | Дитя людське           | гейша                        |                             |
| 2003      | Стюардеси              | Натсумі                      | 1 епізод                    |
| 2004      | Кімната для куріння    | Наоко                        |                             |
| 2005      | Доктор Хто             | Тошіко Сато                  | Епізод: Прибульці в Лондоні |
| 2005      | Хіросіма               | Шіґе Хіратсука               |                             |
| 2005      | Гарячий рейтинг        | Міа                          | 6 епізодів                  |
| 2006      | Маленька міс Джоселін  | косметологиня                | 1 епізод                    |
| 2006-2008 | Торчвуд                | Тошіко Сато                  | 26 епізодів                 |
| 2010      | Леннон як він є        | Йоко Оно                     | [ 9 ]                       |
| 2011      | Приватна практика      | Патриція Ремзі               | 1 епізод                    |
| 2011      | Три дюйми              | Анніка                       | 1 епізод                    |
| 2015      | Еверест                | Ясуко Намба                  |                             |
| 2017      | Життя                  | Кадзумі                      |                             |